# Strobilanthes dalzielii
Strobilanthes dalzielii là một loài thực vật có hoa trong họ Ô rô. Loài này được (W.W. Sm.) Benoist miêu tả khoa học đầu tiên năm 1935.